# 성수초등학교 (전북)
성수초등학교는 대한민국 전북특별자치도 임실군 성수면 양지리에 있는 공립 초등학교이다.

## 학교 연혁
- 1928년 6월 1일 성수공립보통학교(4년제) 개교설립인가 3월 29일
- 1938년 4월 1일 교명 변경 (성수공립심상소학교)
- 1939년 3월 1일 6년제로 승격
- 1941년 4월 1일 교명 변경 (성수공립국민학교)
- 1965년 3월 1일 왕방분교장 설립
- 1981년 3월 15일 병설유치원 인가
- 1992년 3월 1일 왕방분교장 통폐합
- 1996년 3월 1일 현재 교명으로 개칭
- 1999년 3월 1일 성남초등학교 통폐합
- 2017년 3월 1일 제34대 최현순 교장 부임
- 2020년 2월 7일 제88회 졸업 7명 (총 5,248명)

## 학교 상징
- 우리 학교 꽃 - 개나리 : 번식력이 강하고 아름다운 개나리처럼 나라를 사랑하고 이웃을 사랑하는 어린이
- 우리 학교 나무 - 산단풍 : 추위에 매우 강한 산단풍의 강인함을 이어받아 어려움을 슬기롭게 극복하는 어린이
- 우리 학교 새 - 까치 : 기쁜 소식을 전해주는 까치처럼 밝고 긍정적이며 소망으로 가득찬 어린이

## 참고 자료
- 성수초등학교 - 한국교육학술정보원 학교알리미